# Jurga Šeduikytė

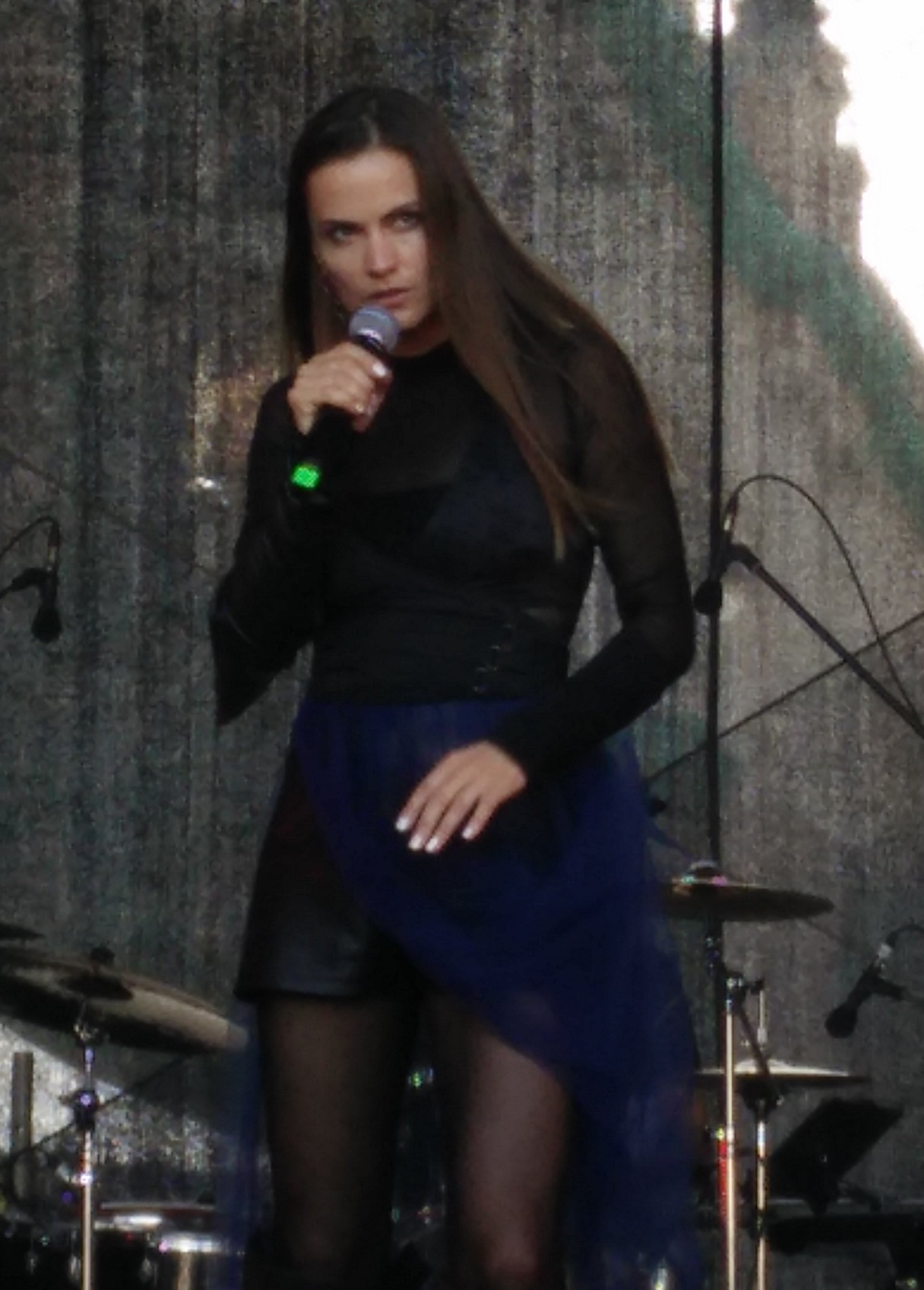
Jurga Šeduikytė (2019)

Jurga Šeduikytė (* 10. Februar 1980 in Telšiai, Litauen), bekannt unter ihrem Künstlernamen Jurga, ist eine litauische Sängerin und Songwriterin.

## Leben
Jurga Šeduikytė wurde in einer Musikerfamilie geboren und lebte bis zur zweiten Klasse in Telšiai, dort lernte sie an der 4. Sekundarschule Telšiai. Später zog sie mit ihrer Familie nach Palanga, wo sie das Gymnasium und die Klavierklasse der Musikschule abschloss. Sie erwarb einen Bachelor-Abschluss in der Journalistik und einen Master-Abschluss in Öffentlichkeitsarbeit an der Universität Vilnius in der litauischen Hauptstadt Vilnius. 
2002 nahm sie am Nachwuchssänger-Wettbewerb Fizz Superstar teil. Im gleichen Jahr gab sie unter dem Pseudonym Dingau erste Konzerte mit der Girl-Rock-Band Muscat. 2004 wirkte sie in den Musicals Ugnies medžioklė su varovais und Tadas Blinda mit.
2005 begann sie unter dem Künstlernamen Jurga ihre Solokarriere. Am 16. September kam ihr erstes Album Aukso Pieva (Goldwiese) heraus. Die erste Single Nebijok (Hab keine Angst) war 8 Wochen auf dem ersten Platz der litauischen Hitparade. Das Album wurde von Andrius Mamontovas produziert und enthält 12 Titel in litauisch und englisch, die fast alle aus Jurgas Feder stammen. Sie erhielt dafür zahlreiche Auszeichnungen und gab über 120 Konzerte in Litauen und Lettland, die alle ausverkauft waren. 2006 kamen ihre Songs auch international bei Amazon, iTunes Music Store, Napster, eMusic, Virgin Megastore und Sony Connect heraus.
Jurgas zweites Album Instrukcija (Anleitung) kam im April 2007 mit 13 Titeln auf den Markt. In diesem Zusammenhang fand eine Tournee durch Litauen statt und ein Konzert im Haus Annaberg bei Bonn. Im  Juli 2007 gewann ihr Lied 5th Season den Grand Prix of the Baltic Song Festival in Karlshamn in Schweden. Am 1. November des gleichen Jahres erhielt sie als erste Litauerin einen MTV European Music Award für den Best Baltic Act.
Am 28. August 2008 brachte Jurga ihren Sohn Adas zur Welt. Knapp ein Jahr später, am 26. August 2009, heiratete sie ihren Lebensgefährten und Vater ihres Sohnes, Vidas Bareikis, Sänger der Gruppe Suicide DJs.

## Diskographie (Auswahl)

### Alben
- Aukso pieva (2005)
- Instrukcija (2007)
- +37° (Goal of Science) (2009)

## Auszeichnungen und Preise
2007
- MTV Europe Music Awards: Best Baltic Act,
- „Baltic Song festival“ Grand Prix (Karlshamn, Sweden): Jurga „5th season“, 2007
- Radiocentras Award 2007:  Female Artist of The Year – Jurga
- „Alfa“ Award: Album of The Year – „Instrukcija“ (Jurga), 2007
- Sugihara Foundation „Diplomats For Life“ Award: Tolerance Award of  The Year 2007 – Jurga
- „Moteris“ Award: Woman of The Year 2007 – Jurga
- „Pravda 2007“ Special Award: Special Award for Representing The Truth – Jurga
- Golden Album Award: „Instrukcija“ (Jurga, M.P.3),

2006
- Platinum Album Award: „Aukso pieva“ (Jurga, M.P.3)
- Lithuanian www championship: Best personal site – www.jurgamusic.com
- „Baltic Optical Disc“ award: für das Platin Album „Aukso pieva“

2005
- Bravo 2005 Awards: Debut of The Year und  Album of The Year – „Aukso Pieva“ und Female Artist of The Year
- JP Music Awards 2005: Female Artist of The Year und Song of The Year – „Nebijok“ und „Voice of Nation“ Award
- Lithuanian Radio Award: The Most Popular Song of The Year – „Nebijok“